# Pinuppbild

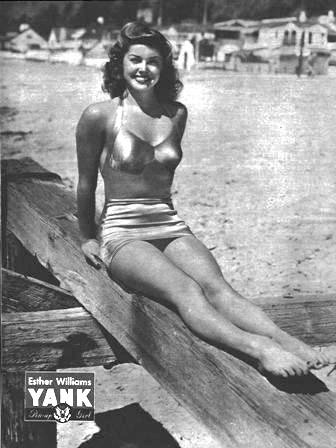
En pin-up bild på Esther Williams från 1945 på omslaget till "Yank"

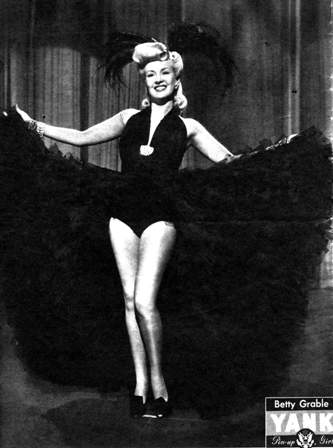
Betty Grable, i veckotidningen Yank.

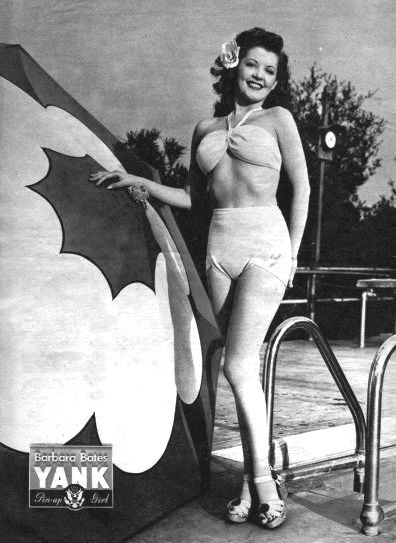
Barbara Bates, i veckotidningen Yank.

Pinuppbild är en erotisk bild på en kvinna. Den avbildade (avfotograferade) kvinnan kallas pinuppa, vilket kan uppfattas som något ålderdomligt och nedsättande.
Även om en pinuppbild kan vara en bild på någons fästmö, blev själva uttrycket populärt särskilt under andra världskriget och användes då om PR-foton på filmskådespelerskor, vanligtvis litet lättklädda så att deras sex appeal accentuerades. Ordet kommer av att soldaterna satte upp dylika foton (pin up; nåla fast med knappnål eller häftstift) på sina barackväggar.

## Kända pinuppor
- Dame Gladys Cooper
- Betty Grable
- Rita Hayworth
- Marilyn Monroe
- Bettie Page
- Sabrina
- Lana Turner
- Esther Williams

## Kända pinuppkonstnärer
- Olivia de Berardinis
- Gil Elvgren
- Greg Hildebrandt
- Lorenzo Di Mauro
- Bill Medcalf
- Michael Mobius
- George Petty
- Alberto Vargas
- John Willie
- Fritz Willis